# Dơi quỷ
Dơi quỷ là tên gọi của một phân họ dơi với các thành viên đều là loài hút máu. Nói cách khác, "thực phẩm" của chúng chỉ có thể là máu của các động vật khác. Phân họ này gồm có ba chi đơn loài, tức là tổng cộng chỉ có 3 loài dơi hút máu còn tồn tại: dơi quỷ thông thường (Desmodus rotundus), dơi quỷ chân lông (Diphylla ecaudata) và dơi quỷ cánh trắng (Diaemus youngi).
Cả ba loài này đều là loài bản địa của Châu Mỹ, sinh sống trong khu vực kéo dài từ México xuống Brasil, Chile và Argentina.

## Phân loại
Phân họ dơi quỷ bao hàm ba thành viên còn sống sót; sự khác biệt giữa các loài này đủ lớn để phân chúng vào ba chi khác nhau - như vậy mỗi chi chỉ gồm một loài. Trong quá khứ, các loài dơi quỷ này nằm trong một họ (Desmodontidae), nhưng nay các nhà phân loài học đã chuyển họ dơi quỷ thành một phân họ (Desmodontinae) nằm trong họ Dơi mũi lá (Phyllostomidae).
- Desmodus: Dơi quỷ thông thường
- Diphylla: Dơi quỷ chân lông
- Diaemus: Dơi quỷ cánh trắng

Các loài dơi quỷ có nhiều điểm gần gũi với nhau nhiều hơn là với các loài dơi khác, vì vậy các nhà nghiên cứu cho rằng đặc điểm hút máu tiến hóa chỉ một lần duy nhất và cả ba loài dơi hút máu có thể có chung 1 tổ tiên.

## Đời sống
Dơi quỷ thường sống theo từng bầy trong những nơi hoàn toàn tăm tối như các hang hốc, các giếng cũ, thân cây rỗng và trong các góc tối của nhà cửa. Khu vực sinh sống của chúng là miền Trung và Nam châu Mỹ, có thể là các vùng đất kho cằn hoặc ẩm ướt, ở vùng nhiệt đới hoặc cận nhiệt. Một bầy dơi quỷ thường có "dân số" dao động trong khoảng vài nghìn tại nơi chúng cư trú. Cơ cấu xã hội cơ bản của một bầy dơi là một "hậu cung" khổng lồ với vài con dơi đực cầm đầu (gọi là "con đực định cư") cùng với đông đảo "thê tử" của chúng và một nhóm dơi đực khác gọi là "con đực không định cư". Đối với loài dơi quỷ chân lông, sự phân biệt giữa "kiều dân" với "dân địa phương" không quá khắt khe như dơi quỷ thông thường. Các "kiểu dân" có thể được "nhập tịch" khi môi trường xung quanh trở nên lạnh đi; hành vi này được gọi là sự điều nhiệt xã hội.
Theo nguyên tắc thì những con dơi cái là thành viên trong "hậu cung" của "dân bản địa", tuy nhiên việc "kiều dân" giao phối với những con dơi cái này là không phải là chuyện hiếm. Dơi con thường có xu hướng không bỏ bầy đàn trừ khi mẹ chúng chết hoặc dời nhà đi nơi khác. Một vài matrilines có thể có ở một nhóm, vì dơi cái từ bên ngoài cũng thường xuyên gia nhập vào bầy. Dơi đực con thường được phép sống trong đàn đến cho đến khi chúng được hai tuổi, đến lúc đó một số cá thể có khả năng sẽ bị "dân định cư" đuổi khỏi bầy.
Dơi quỷ được tin là loài dơi duy nhất có tập tính nhận nuôi con của dơi cái khác khi mẹ của đứa con nuôi chẳng may gặp phải chuyện gì bất trắc. Dơi quỷ cũng có mối quan hệ gia đình tương đối bền chặt giữa các cá thể trong bầy với nhau, đó là lý do tại sao chúng được tin là loài dơi duy nhất có tập tính nhận con nuôi. Một tập tính đặc biệt khác là việc chúng sẵn sàng chia sẻ một phần máu mình hút được cho những con dơi bị đói do không tìm được thức ăn - điều này được các nhà tự nhiên học coi là một ví dụ điển hình cho tính vị tha tương hỗ trong tự nhiên. Tập tính chải lông cho nhau cũng tồn tại trong các bầy dơi quỷ, thông thường diễn ra giữa dơi mẹ và các con của chúng, nhưng việc dơi trưởng thành chải chuốt cho nhau cũng không hiếm. Việc chải lông phần nhiều đi kèm với việc chia sẻ thức ăn.

## Hút máu

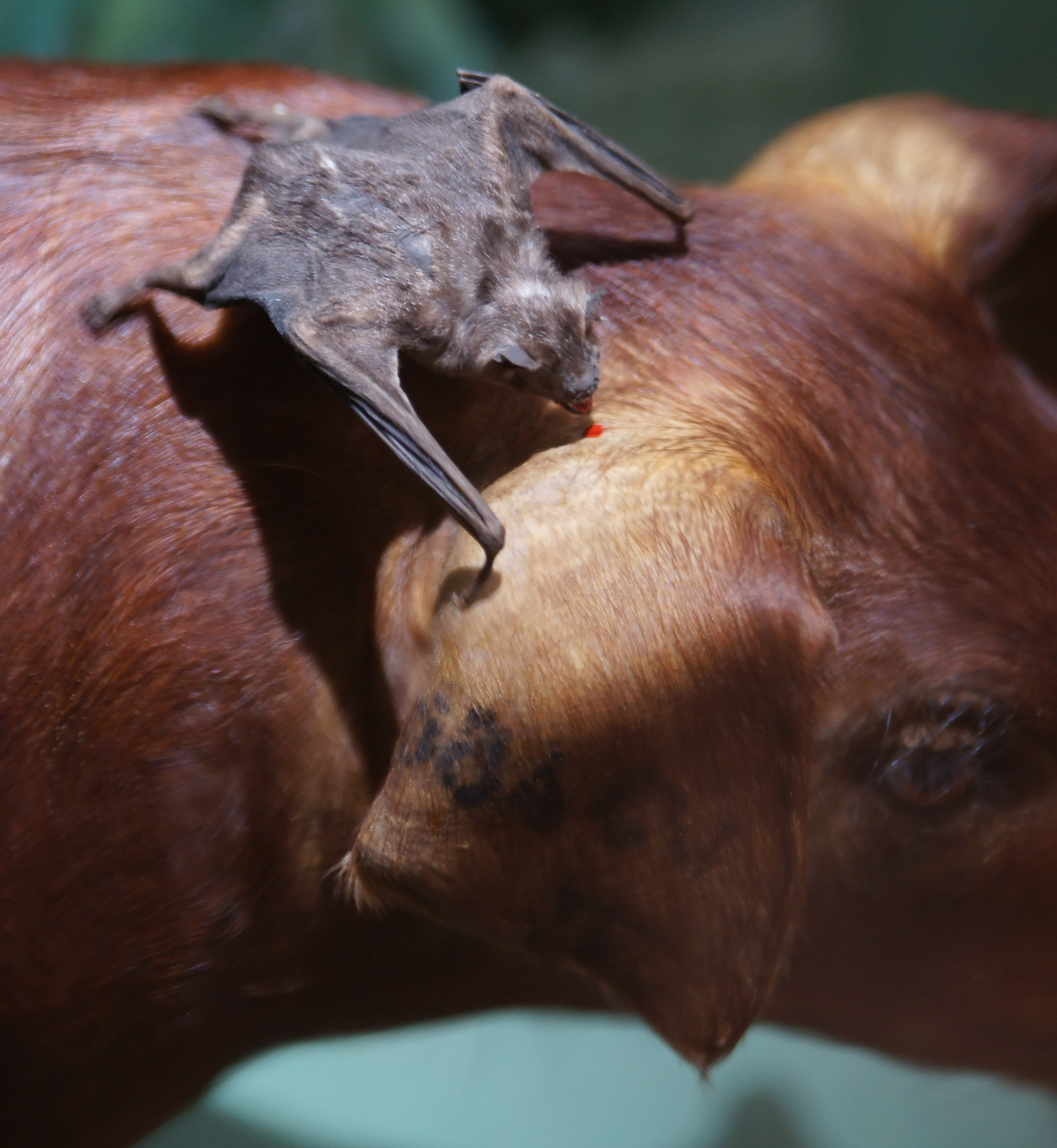
Mô hình thú nhồi phục dựng về một con dơi quỷ dang hút máu một con lợn

Dơi quỷ chỉ đi kiếm ăn khi trời hoàn toàn tối. Giống như các loài dơi ăn quả và trái ngược với dơi ăn côn trùng hay ăn cá, dơi quỷ chỉ phát ra các sóng âm có mức năng lượng thấp. Dơi quỷ thông thường hút máu động vật có vú (kể cả con người), trong khi mục tiêu của dơi quỷ chân lông và dơi quỷ cánh trắng là các loài chim.
| “                      | Loài dơi quỷ thường thấy nhất - dơi quỷ thông thường (Desmodus) - không kén ăn và chúng có thể tấn công bất kỳ loài động vật máu nóng nào. Loài dơi quỷ cánh trắng (Diaemus) tỏ ra ưa thích chim và dê. Trong phòng thí nghiệm, việc nuôi loài Diaemus bằng máu gia súc là điều không thể. | ” |
| — Arthur M. Greenhall, | |   |

Khi dơi quỷ nhận diện được vật chủ, tỉ như một con thú đang ngủ say), chúng tiếp cận vật chủ trên mặt đất và dùng các cơ quan cảm thụ nhiệt để tìm các vùng da có nhiệt độ cao của vật chủ đặng hút máu. Sau khi tìm được vị trí thích hợp, chúng dùng răng cửa trên cắn rách da vật chủ, tạo thành một vết thương dài 7mm và sâu 8mm, sau đó liếm máu rỉ ra từ đó. Răng cửa của dơi quỷ không có men răng, vì vậy độ sắc bén chúng được giữ vững. Các răng nanh và răng tiền hàm có nhiệm vũ xén bớt lông vật chủ nếu cần thiết. Nước bọt của dơi quỷ đóng vai trò quan trọng trong việc hút máu, vì chúng chứa các hợp chất chống đông máu và chống lại sự co thắt của các mạch máu gần vết thương, đảm bảo cho máu liên tục rỉ ra từ vết thương.
Dơi quỷ là loài thú khá nhanh nhẹn, tỉ như đối với dơi quỷ thông thường ngoài việc bay nhanh chúng cũng có thể chạy bộ với vận tốc 7,9 km/giờ (4,9 dặm/giờ).

### Tiêu hóa
Một con dơi quỷ cái nặng chừng 40 gam nhưng nó có thể tiêu thụ tới 20 gam máu trong một lần hút kéo dài 20 phút. Việc này có thể thực hiện được do cấu trúc cơ thể và đặc điểm sinh lý giúp cho dơi quỷ có thể tiêu hóa nhanh chóng số máu liếm được để chúng mau mau bay đi nơi khác sau khi "ăn" xong.
Khi máu của vật chủ chảy vào dạ dày dơi, phần huyết tương nhanh chóng được hấp thu, sau đó phần nước thải được mau mắn chuyển tới thận và sau đó là bàng quang để được bài tiết ra ngoài. Một con dơi quỷ thường bắt đầu đi vệ sinh chỉ hai phút sau khi hút máu xong.
Bài tiết nhanh như vậy nhưng khối lượng cơ thể dơi vẫn tăng 20-30% sau khi hút máu. Để bay được với khối lượng như thế, chúng thu mình lấy đà rồi quăng người vào trong không trung để tận dụng lực nâng của không khí. Thông thường, trong vòng chừng hai giờ sau khi "ăn" xong, loài dơi quỷ thông thường sẽ về đến "nhà" và chúng nghỉ ngơi ở đó cả đêm để tiêu hết số máu hút được. Phần urê thừa từ protein sẽ được thải ra qua hệ bài tiết, việc bài tiết này được trợ giúp bởi các nội tiết tố giúp dơi có thể tập trung một lượng rất lớn urê trong một thể tích rất nhỏ nước tiểu.

## Dơi quỷ và sức khỏe con người

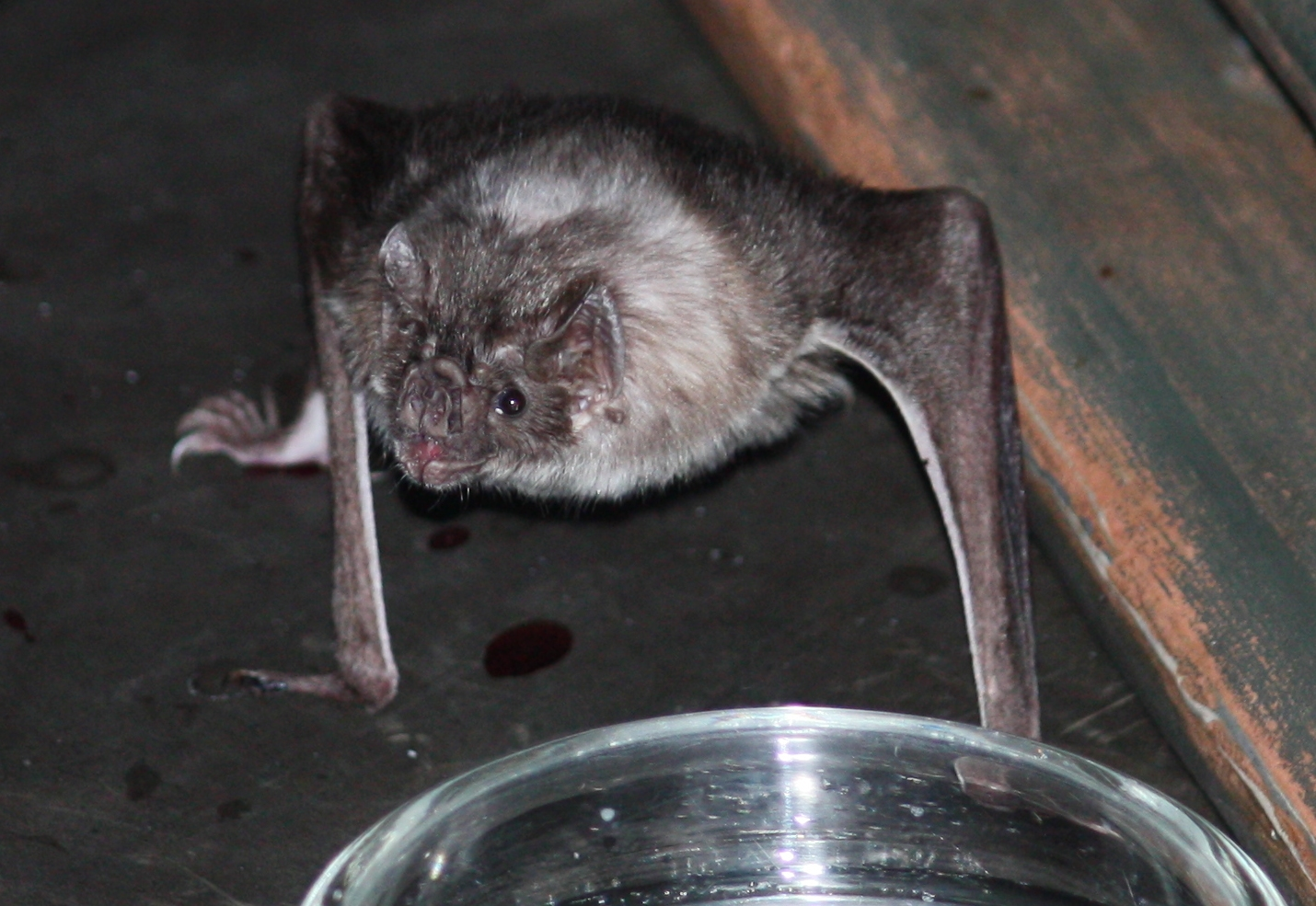
Một con dơi quỷ tại Vườn thú Louisville

Chỉ chừng 0,5% số cá thể dơi quỷ mang mầm bệnh dại. Tuy nhiên, hàng năm vẫn có vài trường hợp người mắc bệnh dại do bị dơi "đốt" ở Hoa Kỳ. Tuy nhiên, vấn đề nằm ở chỗ dơi quỷ không được ghi nhận là sống ở quốc gia này, trái lại những quần thể dơi quỷ đông đảo chủ yếu tập trung ở Nam Mỹ. Tuy nhiên, nguy cơ nhiễm bệnh ở người do bị dơi cắn không nhiều bằng nguy cơ vật nuôi bị nhiễm bằng con đường tương tự. Ở đây, cần lưu ý rằng, những con dơi mang bệnh dại thường ù lì, vụng về, mất phương hướng và không thể bay, điều này khiến chúng không dễ tiếp xúc và lây bệnh cho người.
Nước bọt của dơi quỷ có một số công dụng trong y tế. Một nghiên cứu vào tháng 10 năm 2003 đăng trên tạp chí khoa học Stroke: Journal of the American Heart Association thực hiện một thí nghiệm về một loại thuốc được xây dựng bằng công nghệ di truyền mang tên desmoteplase, nó được điều chế dựa trên tính chất chống đông máu trong nước bọt của dơi quỷ Desmodus rotundus và kết quả cho thấy loại dược phẩm này có tác dụng tăng lưu lượng máu lưu thông cho các bệnh nhân đột quỵ.

## Dơi quỷ trong văn học nghệ thuật
Dơi quỷ thường được miêu tả trong điện ảnh và văn chương như là hiện thân của ma cà rồng. Những con ma cà rồng này, giống như dơi quỷ, sống bằng việc hút máu; tuy nhiên, so với dơi quỷ vị trí "đốt" của ma cà rồng thường nằm ở cổ của nạn nhân, và ma cà rồng hút máu theo kiểu chích và hút (như muỗi, đỉa,...) chứ không liếm máu rỉ ra như dơi quỷ. Ma cà rồng là "động vật ăn đêm" và hiếm khi ra ngoài trời vào ban ngày như dơi quỷ. Ma cà rồng cũng có khả năng biến hình thành dơi quỷ cũng như có giác quan nhạy bén như động vật. Trong một số phim kinh dị, ma cà rồng đột nhập qua cửa sổ phòng nạn nhân và sau đó biến hình thành một sinh vật thần thoại.